# Google Fonts
Google Fonts (in precedenza chiamato Google Web Fonts) è una libreria di font con licenza libera, una directory web interattiva per navigare nella libreria e API per utilizzare comodamente i caratteri tramite CSS e Android.

## Dettagli
La directory è stata avviata nel 2010 e rinnovata nel 2011 e nel 2016. La maggior parte dei font è distribuita con la licenza di carattere open source, mentre alcuni sono distribuiti con la licenza Apache; entrambe sono libere. La libreria di font è anche distribuita dai servizi SkyFonts e Adobe's Edge Web di Monotype e Typekit di Monotype.
La directory Google Fonts ha lo scopo di abilitare la scoperta e l'esplorazione dei font, e il servizio è ampiamente utilizzato con oltre 17 trilioni di font serviti, il che significa che ciascuno dei suoi 877 font è stato scaricato oltre 19 miliardi di volte, il che significa che ogni persona sulla Terra ha, in media, scaricato ogni font almeno 2 o 3 volte. I caratteri più comuni includono Open Sans, Roboto, Lato, Slabo 27px, Oswald e Lobster.
La libreria viene gestita tramite il repository GitHub di Google Fonts all'indirizzo github.com/google/fonts, dove è possibile ottenere direttamente tutti i file dei font. I file sorgente di molti font sono disponibili dai repository git all'interno dell'organizzazione github di github.com/googlefonts, insieme agli strumenti software libre utilizzati dalla community di Google Fonts.